# Лазуткін Дмитро Михайлович
Дмитро Лазуткін (18 листопада 1978, Київ) — український поет, журналіст, телевізійний продюсер, спортивний коментатор. Лауреат Національної премії України імені Тараса Шевченка (2024). З 2023 року проходив військову службу у складі 47 ОМБр «Маґура» (начальник служби зв'язків із громадськістю) і у 59 ОМПБр ЗС України. Військове звання - майор. Речник Міністерства оборони України (з 10.04.2024), начальник Управління масової інформації ( з червня 2025).

## Життєпис
Народився 1978 року в Києві. Закінчив Національний технічний університет України («НТУУ КПІ»). Працював інженером-металургом, тренером з карате, журналістом, ведучим програми «У світі єдиноборств», «ПроРегбі», «Чоловічий клуб» на Першому Національному телеканалі, коментував Олімпійські ігри в Пекіні, Ванкувері, Лондоні. Коментував бокс на телеканалі «Інтер». З 2018 року працює генеральним продюсером телеканалу XSPORT. Є  учасником поетичних фестивалів "Ї", Каштановий Дім, "Київські Лаври", ""Файне місто", ""Меридіан Черновіц", "Земля поетів."
23 серпня 2021 взяв участь у фестивалі «Ти у мене єдина» в Сєвєродонецьку, підтримавши своїм виступом встановлення рекорду з наймасовішого виконання пісні Володимира Івасюка «Червона рута», коли цю пісню на центральній площі міста одночасно заспівали понад 5200 виконавців.

### Речник Міністерства оборони України
З 10 квітня 2024 року виконує обов'язки речника Міністерства оборони України.

## Твори
Є автором вірша «Реквієм», який, покладений на музику Алли Загайкевич, став однією з частин ораторії «З нами Бог» режисера Сергія Проскурні. Ця ораторія, присвячена Героям Небесної Сотні та військовим, що воюють на сході України, була поставлена на Софіївській площі до 23-ї річниці Незалежності України. Автор текстів кількох пісень гурту Kozak system.
В Харкові став переможцем Чемпіонату України з поетичного слему. Переміг у міжнародному слемі у Відні (2024).
Поетичні збірки (українською)
- «Дахи» (Київ: Гопак, 2003)
- «Солодощі для плазунів» (Київ: Факт, 2005)
- «Набиті травою священні корови» (Київ: Смолоскип, 2006)
- «Бензин» (Київ: Факт, 2008)
- «Добрі пісні про поганих дівчат» (Meridian Czernowitz, 2012)
- «Колядки і вальси» (Тернопіль: Крок, 2014)
- «Червона книга» (МЧ, 2015)
- «Артерія» (Львів: Видавництво Старого Лева, 2018)
- «Закладка» (Львів: Видавництво Старого Лева, 2022)
- «Будемо жити вічно» (Львів: Видавництво Старого Лева, 2024)

Поетичні збірки (російською)
- «Паприка грёз» (Москва: Новое литературное обозрение, 2006)
- «Трактористы, не давите ёжиков!» (Київ: Каяла, 2020)

Поетичні збірки (польською):
Ocean Indyjski, Dmytro Łazutkin. (Wydawnitstwo Pogranicze/ 2003/.Przełożył Marcin Gaczkowski. Biblioteka Poezji Ukrainy "W OBLICZU WOJNY") 

## Нагороди і стипендії

### Літературні
- лауреат Національної премії України імені Тараса Шевченка (2024)[10]
- лауреат премії ім. Бориса Нечерди (2025) за книгу "Будемо жити вічно"
- лауреат премії ім. Б-І. Антонича «Привітання життя» (2000)
- переможець конкурсу найкращих творів молодих українських літераторів «Гранослов» (2000 — дипломант; 2002 — лауреат)
- видавництва «Смолоскип» (2002 — лауреат (заохочувальна премія))
- стипендіат програми «Gaude Polonia» (Польща, 2004)
- «Літературний Олімп» (2006)
- «Культреванш»
- лауреат російського конкурсу для письменників СНД «Русская премия» (2006)
- переможець 1-го Відкритого Чемпіонату України з оберслему (Харків, 2007)
- «Співдружність дебютів» (диплом ІІІ ступеня), Таджикистан (2008)
- отримав звання «Король поетів» на фестивалі «Порядок слов» (Мінськ)
- лауреат премії «Благовіст» (2013)
- премія ім. Юрія Яновського (2018) [11]
- премія фестивалю «Київські лаври» (2018)

### Спортивні
- бронзовий призер Кубка світу з кікбоксінгу і кік-джитсу
- Чемпіон України з козацького двобою
- Володар чорного поясу (1-го дану) з кемпо-карате
- переможець Кубка Європи (2013) з елітних боїв (кікбоксинг, розділ фулл-контакт) за версією IFEF